# Журек, Дамиан
Дамиан Журек (пол. Damian Żurek; род. 17 сентября 1999 года, Томашув-Мазовецки, Лодзинское воеводство) — польский конькобежец, серебряный и бронзовый призёр чемпионата мира, чемпион Европы и бронзовый призёр чемпионата Европы в командном спринте, 6-кратный чемпион и 11-кратный призёр национального чемпионата Польши. Участник зимних Олимпийских игр 2022 года.

## Биография
Дамиан Журек начал кататься на коньках в начальной школе, в возрасте 6-ти лет. В сезоне 2007/08 он участвовал в своих первых соревнованиях, а в 2015 году стал чемпионом молодёжного чемпионата Польши в многоборье и тогда же участвовал впервые в национальном чемпионате Польши на отдельных дистанциях. В сезоне 2015/16 Журек стартовал в юниорском Кубке мира и на чемпионате мира среди юниоров, также с 2016 по 2019 год выиграл девять золотых медалей на чемпионате Польши среди юниоров.
В 2020 году Журек стал чемпионом Польши в спринтерском многоборье и дебютировал на чемпионате Европы в Херенвене, заняв там 14-е место в забеге на 500 метров. Через год на чемпионате Польши взял три серебра, золото и бронзу, следом занял 10-е место в комбинации спринта на чемпионате Европы в Херенвене. В марте 2021 года на чемпионате мира на отдельных дистанциях стал 19-м на дистанции 500 метров. 
В сезоне 2021/22 Дамиан выиграл свои первые бронзовые медали в командном спринте на этапе Кубка мира и на чемпионате Европы в Херенвене. В феврале он впервые участвовал на зимних Олимпийских играх в Пекине, где занял 11-е место в беге на 500 метров и 13-е в беге на 1000 метров. В марте 2022 года поднялся на 11-е место в общем зачёте на чемпионате мира в спринтерском многоборье в Хамаре, а на следующий день вместе с партнёрами занял 2-е место в командном спринте.
К тому моменту Журек стал первоклассным спринтером, что и доказал на чемпионате Польши в 2023 году, где взял золотые медали на 500 и 1000 метров. Следом на этапе Кубка мира в Калгари с партнёрами одержал победу в командном спринте и занял впервые на Кубке мира 3-е место у себя дома в беге на 1000 метров в Томашув-Мазовецком. В январе стал 8-м в сумме спринта на чемпионате Европы в Хамаре. Ну и под конец сезона на чемпионате мира на отдельных дистанциях в Херенвене занял 7-е место на дистанции 500 м, 13-е на 1000 м и 4-е в командном спринте.
Сезон 2023/24 стал для Журека очень успешным. После нескольких третьих мест на Кубке мира, двух золотых медалей на чемпионате Польши, он завоевал первую свою золотую медаль в командном спринте на чемпионате Европы в Херенвене. Но в марте он продолжил брать награды. Выиграл золото в командном спринте на этапе Кубка мира в канадском Квебеке и на чемпионате мира на отдельных дистанциях в Калгари завоевал бронзовую медаль в забеге на 500 метров с национальным рекордом 34,11 сек, став первым поляком, попавшим на подиум чемпионатов мира. В самом конце сезона Журек получил травму и не смог принять участие в чемпионате мира по спринтерскому многоборью.

## Личная жизнь
Дамиан Журек любит заниматься кулинарией, садоводством и спортом. 